# Seydi Çayı
La rivière de Seydi (Seydi Çayı,), ou rivière de Harami (Harami Çayı) est coupée par le barrage de Çatören puis dans le district de Çifteler de la province d'Eskişehir elle devient le fleuve Sakarya.